# Trichoncus
Trichoncus és un gènere d'aranyes araneomorfes de la subfamília dels erigonins, dins de la família Linyphiidae. Es poden trobar a la zona paleàrtica i Àfrica oriental.
Fou descrit per primera vegada per  Eugène Louis Simon l'any 1884.

## Llista d'espècies
Segons The World Spider Catalog 12.0: 
- Trichoncus affinis Kulczynski, 1894
- Trichoncus ambrosii Wunderlich, 2011
- Trichoncus aurantiipes Simon, 1884
- Trichoncus auritus (L. Koch, 1869)
- Trichoncus gibbulus Denis, 1944
- Trichoncus hackmani Millidge, 1955
- Trichoncus helveticus Denis, 1965
- Trichoncus hirtus Denis, 1965
- Trichoncus hispidosus Tanasevitch, 1990
- Trichoncus hyperboreus Eskov, 1992
- Trichoncus kenyensis Thaler, 1974
- Trichoncus lanatus Tanasevitch, 1987
- Trichoncus maculatus Fei, Gao & Zhu, 1997
- Trichoncus monticola Denis, 1965
- Trichoncus nairobi Russell-Smith & Jocqué, 1986
- Trichoncus orientalis Eskov, 1992
- Trichoncus patrizii Caporiacco, 1953
- Trichoncus pinguis Simon, 1926
- Trichoncus saxicola (O. Pickard-Cambridge, 1861)
- Trichoncus scrofa Simon, 1884 (Espècie tipus)
- Trichoncus similipes Denis, 1965
- Trichoncus sordidus Simon, 1884
- Trichoncus steppensis Eskov, 1995
- Trichoncus trifidus Denis, 1965
- Trichoncus uncinatus Denis, 1965
- Trichoncus varipes Denis, 1965
- Trichoncus vasconicus Denis, 1944
- Trichoncus villius Tanasevitch & Piterkina, 2007